# Umar Nasarowitsch Kremlew

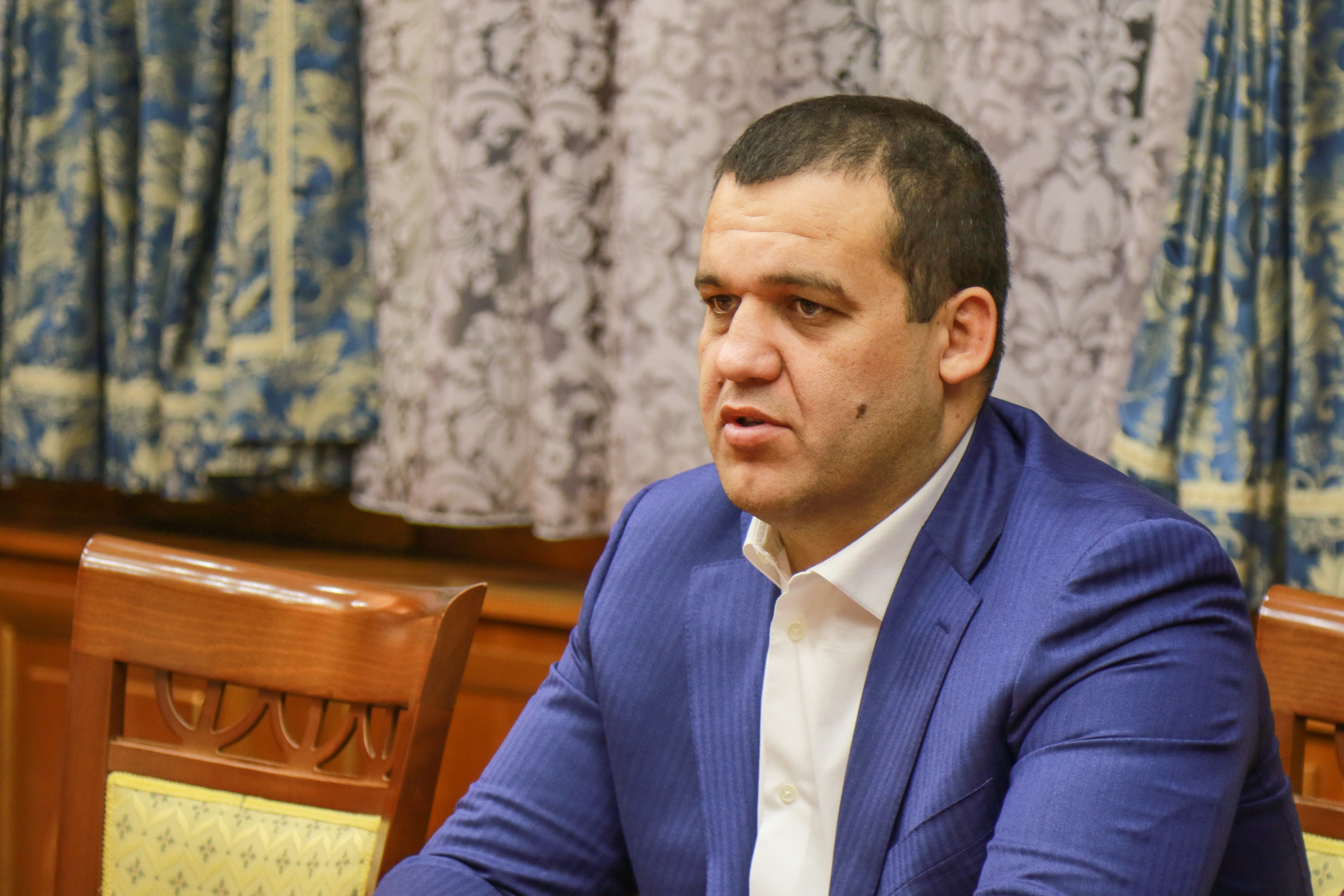
Umar Kremlew (2017)

Umar Nasarowitsch Kremlew (russisch: Умар Назарович Кремлёв; engl.: Umar Kremlev (* 1. November 1982)) ist ein russischer Boxfunktionär. Seit Dezember 2020 ist er der Präsident des internationalen Amateurboxverbandes IBA (vormals AIBA).

## Biografie
Kremlew begann mit dem Boxsport in der Stadt Serpuchow. Er schloss ein Studium an der  Moskauer Universität für Bauwesen ab. Bis 2017 unterhielt er einen eigenen Boxstall, Patriot Boxing Promotions. Ab Februar 2017 war er Generalsekretär des Russischen Boxverbandes. Am 3. November 2018 wurde Kremlew als erster Russe in das Exekutivkomitee der AIBA gewählt. Am 23. Februar 2019 wurde er in Moskau zum ersten Vizepräsidenten der European Boxing Confederation gewählt.
Kremlew war Mitglied der Rockergruppe Nachtwölfe. Er änderte in der Vergangenheit seinen Nachnamen. Ursprünglich hieß er Umar Lutfuloew. Er gilt als enger Vertrauter von Russlands Präsident Wladimir Putin.

## Als Präsident der AIBA / IBA
Kremlew galt auch als enger Vertrauter des ehemaligen AIBA-Präsidenten Gafur Rachimow, der wegen schwerwiegender Korruptionsvorwürfe das Amt abgeben musste. Am 12. Dezember 2020 wurde Kremlew im vierten Wahlgang zum Präsidenten der AIBA gewählt. Zu diesem Zeitpunkt war der Verband bereits wegen manipulierter Wettkampfentscheidungen, seiner Überschuldung und Verstößen gegen die Grundsätze der „Good Governance“ vom Internationalen Olympische Komitee (IOC) vorläufig suspendiert worden. Vor seiner Wahl versprach er den nationalen Verbänden jährliche Zahlungen in Höhe von 2 Mio. US-Dollar, sowie 2,5 Mio. US-Dollar für die Anschaffung von Boxausstattung. Mithilfe eines Sponsorendeals mit dem Unternehmen Gasprom tilgte er einen Großteil der Altschulden in Höhe von rund 16 Millionen Euro. Im August 2021 verkündete er, dass die Verbindlichkeiten mit Hilfe „internationaler Unternehmen“ vollständig getilgt seien. Um welche Unternehmen es sich dabei handelte, wurde nicht verlautbart. Angaben über die Herkunft von Geldern gehören nach Angaben des IOC jedoch zu den grundlegenden Standards von „Good Governance“. Im Dezember 2021 beschloss der Verband unter Kremlews Leitung in einer Mitgliederversammlung die Änderung des bisherigen Namens  Association internationale de boxe amateur (AIBA) in International Boxing Association (IBA).
Im Mai 2022 wurde Umar Kremlev als Präsident der IBA wiedergewählt. Seinem einzigen Gegenkandidaten, dem Niederländer Boris van der Vorst, war zuvor von der Boxing Independent Integrity Unit (BIIU) der IBA seine Kandidatur mit der Begründung verboten worden, gegen Kandidaturregeln verstoßen zu haben. Eine Überprüfung durch den Internationalen Sportgerichtshof ergab, dass es sich nur um einen einzelnen geringen Verstoß gehandelt hatte, den Kremlew selbst ebenfalls begangen hatte. Daher wurde zur Wiederholung des Wahlgangs ein außerordentlicher Kongress im armenischen Eriwan anberaumt. Dort stimmten am 25. September 2022 jedoch fast 75 % der Delegierten gegen Neuwahlen, wodurch die beabsichtigte Gegenkandidatur von Boris van der Vorst ins Leere lief und Kremlew ohne direkte Wiederwahl im Amt blieb. Kurz vor dem Kongress war zudem der ukrainische Boxverband suspendiert worden. Das Internationale Olympische Komitee (IOC) zeigte sich über diese Situation „extrem besorgt“ und kündigte eine „volle Überprüfung“ an.
Im Auftrag der AIBA untersuchte im Jahr 2021 der Ermittler Richard McLaren die Arbeit der AIBA-Kampfrichter bei den Olympischen Sommerspielen in Rio de Janeiro 2016. Sein abschließender Bericht bestätigte die Manipulation von Wettkampfentscheidungen. Um die Governance-Probleme im Verband zu lösen, hat der Verband eine Expertengruppe um Ulrich Haas verpflichtet. Dennoch gelang es der IBA unter Kremlevs Leitung nicht, das IOC dazu zu bewegen, die seit 2019 bestehende vorläufige Suspendierung aufzuheben. Die IOC Session (Vollversammlung des IOC) folgte am 22. Juni 2023 der Empfehlung des IOC Exekutivkomitees und entzog der IBA endgültig die Anerkennung als olympischer Sportverband.

## Belege
1. ↑  Offizielle Biografie
2. ↑  Offizielle Webseite des Verbandes
3. ↑  Robert Kempe: Boxverband AIBA: Umstrittener Präsident und drohende Abspaltung 18. Dezember 2020.
4. ↑  Ian O‘Riordan: Boxing is an Olympic sport where there is still fumbling in the greasy till Irish Times, 24. Mai 2019.
5. ↑  Heinz Peter Kreuzer: Neuer Präsident aus der alten Garde Deutschlandfunk, 12. Dezember 2020.
6. ↑  Boxing-AIBA says pays off $10 million debt, signs Gazprom as sponsor Reuters, 26. Mai 2021.
7. ↑  International boxing body 'debt free', claims president Times of India, 27. August 2021.
8. ↑  https://stillmed.olympic.org/media/Document%20Library/OlympicOrg/News/2019/05/IOC-IC-Report.pdf IOC-Report, Absatz 3.1.4.2, 21. Mai 2019.
9. ↑  Mit neuem Namen in die Zukunft: Box-Weltverband AIBA heißt nun IBA ran.de, 14. Dezember 2021.
10. ↑  https://www.insidethegames.biz/articles/1128425/iba-congress-yerevan-preview
11. ↑  https://www.tagesschau.de/sport/sportschau/sportschau-story-60955.html
12. ↑  Piet Kreuzer: Ermittler McLaren untersucht für AIBA Korruptionsfälle, Deutschlandfunk, 1. Juli 2021.

| Personendaten    | Personendaten                      |
| ---------------- | ---------------------------------- |
| NAME             | Kremlew, Umar Nasarowitsch         |
| ALTERNATIVNAMEN  | Кремлёв, Умар Назарович (russisch) |
| KURZBESCHREIBUNG | russischer Boxfunktionär           |
| GEBURTSDATUM     | 1. November 1982                   |